# US Esch
US Esch – luksemburski klub piłkarski, mający swoją siedzibę w mieście Esch-sur-Alzette na południu kraju.

## Historia
Chronologia nazw:
- 1913: US Esch
- 1940: Eintracht Esch
- 1944: US Esch

Klub piłkarski US Esch został założony w miejscowości Esch-sur-Alzette w 1913 roku. Na początku swego istnienia zespół występował w niższych ligach regionalnych. W sezonie 1925/26 debiutował w Éischt Divisioun, ale zajął ostatnie 7.miejsce i spadł do rozgrywek lokalnych. W czasie okupacji niemieckiej Luksemburga w II wojnie światowej został przemianowany w 1940 roku w Eintracht Esch. W 1944 przywrócił historyczną nazwę. W następnych latach klub opuścił się do piątej dywizji. Jedynie w sezonie 1952/53 zespół występował w Éierepromotioun (D2). Potem klub walczył w rozgrywkach między trzecią a piątą dywizją. W sezonie 1986/87 zespół zwyciężył w 4.grupie 3. Divisioun (D5) i awansował do 2. Divisioun (D4). W sezonie 1991/92 zajął drugie miejsce w trzeciej grupie drugiej dywizji i zdobył promocję do 1. Divisioun (D3). Sezon 1998/99 zakończył na ostatniej 14.pozycji w drugiej grupie pierwszej dywizji i spadł do 2. Divisioun. W sezonie 2003/04 zajął drugie miejsce w trzeciej grupie drugiej dywizji i znów awansował do 1. Divisioun. Ale następny sezon 2004/05 był nieudany - ostatnie 14.miejsce w drugiej grupie 1. Divisioun i spadek do drugiej dywizji. W sezonie 2005/06 zajął trzecie miejsce w 2. Divisioun i otrzymał promocję do 1. Divisioun. Od sezonu 2006/07 ponownie grał w 1. Divisioun (D3), jedynie sezon 2009/10 spędził w drugiej dywizji. W kolejnych sezonach 2011/12, 2012/13 i 2013/14 utrzymywał trzecią lokatę w klasyfikacji końcowej. W sezonie 2014/15 uplasował się na 2.pozycji w pierwszej dywizji, ale potem w barażach o awans do Éierepromotioun (D2) przegrał w rzutach karnych z FC Mondercange. Dopiero w sezonie 2015/16 zdobył mistrzostwo w drugiej grupie 1. Divisioun i awansował do Éierepromotioun. W sezonie 2016/2017 ponownie zwyciężył w Éierepromotioun i zdobył awans do Nationaldivisioun.

## Sukcesy

### Trofea międzynarodowe
Nie uczestniczył w rozgrywkach europejskich (stan na 31-05-2018).

### Trofea krajowe
| \| \| Zdobyte trofea w rozgrywkach Luksemburga (stan na: 31-05-2018) \| |                                                                |      |          |
| Rozgrywki                                                               | Osiągnięcie                                                    | Razy | Sezon(y) |
| Mistrzostwo                                                             | I miejsce                                                      | 0    |          |
| Mistrzostwo                                                             | II miejsce                                                     | 0    |          |
| Mistrzostwo                                                             | III miejsce                                                    | 0    |          |
| Mistrzostwo                                                             | 14.miejsce                                                     | 1    | 2017/18  |
| Puchar                                                                  | zdobywca                                                       | 0    |          |
| Puchar                                                                  | finalista                                                      | 0    |          |
| Puchar                                                                  | półfinalista                                                   | 1    | 2016/17  |
| II liga                                                                 | I miejsce                                                      | 1    | 2016/17  |
| II liga                                                                 | II miejsce                                                     | 0    |          |
| II liga                                                                 | III miejsce                                                    | 0    |          |
| Luksemburg                                                              | Zdobyte trofea w rozgrywkach Luksemburga (stan na: 31-05-2018) |      |          |

- 1. Divisioun:
  - mistrz (1x): 2015/16 (2.Bezirk)
  - wicemistrz (1x): 2014/15 (2.Bezirk)
  - 3.miejsce (3x): 2011/12 (2.Bezirk), 2012/13 (2.Bezirk), 2013/14 (2.Bezirk)

## Stadion
Klub rozgrywa swoje mecze domowe na stadionie Stade Lankhelz w Esch-sur-Alzette, który może pomieścić 1100 widzów.